# Throbbing Gristle
Throbbing Gristle, também conhecido como TG, (formado em 3 de setembro de 1975, em Londres) foi uma banda britânica de música industrial e avant-garde,  que evoluiu do grupo de performance COUM Transmissions. Os membros fundadores do Throbbing Gristle são Chris Carter, Genesis P-Orridge, Cosey Fanni Tutti e Peter Christopherson (algumas vezes conhecido como "Sleazy").
| “ | "Throbbing Gristle foram os pioneiros da música industrial, explorando temas como a morte, mutilação, fascismo e a degradação em meio a uma cacofonia de estrondoso ruído mecânico, laços de fita, melodias anti-extremista e batidas de concussão, o terrorismo cultural do grupo - "Wreckers of Civilization" (sabotadores da civilização), um tablóide criado por deles - levantou as estacas de confronto artístico a um novo patamar, a luta contra todas as noções de comercialidade e bom gosto com um fervor maníaco." | ” |

Após um hiato de mais de 20 anos sem novos lançamentos, o grupo voltou a atividade em 2004.

## Discografia

### Álbuns pela Industrial Records
- The Second Annual Report (1977)
- D.o.A: The Third and Final Report (1978)
- 20 Jazz Funk Greats (1979)
- Heathen Earth (1980)
- The Third Mind Movements (CD) (2009)

### Outros selos
- Mission of Dead Souls (1981)
- Greatest Hits (1981)
- In the Shadow of the Sun (1984)
- Journey Through a Body (1982)
- CD1 (1986)
- The First Annual Report (LP/CD) 2001
- TG Now (LP/CD) (2004)
- The Taste of TG (CD) (2004)
- Mutant Throbbing Gristle (2xLP/CD) (2004)
- Part Two: The Endless Not (CD) (2007 April 1)

### Singles
- United/Zyklon B Zombie (7") (1978)
- We Hate You (Little Girls)/Five Knuckle Shuffle (7") (1979)
- Subhuman/Something Came Over Me (7") (1980)
- Adrenalin/Distant Dreams (Part Two) (7") (1980)
- Discipline (12") (1981)

### Ao vivo
- Mission of Dead Souls: the Last Live Performance of TG (1981)
- Thee Psychick Sacrifice (1981)
- Rafters (1982)
- 1978-11-11: Special Treatment: The Cryptic One, London, UK (1984)
- Once upon a Time (1984)
- Live Volume 1 (1976-1978) (1993)
- Live Volume 2 (1977-1978) (1993)
- Live Volume 3 (1978-1979) (1993)
- Live Volume 4 (1979-1980) (1993)
- Blood Pressure (1995)
- 1981-05-22: Dimensia in Excelsis (1998)
- TG24 (2002)
- TG+ (2004)
- Live December 2004: A Souvenir of Camber Sands (2004)
- Desertshore Installation (2007)